# تود أورلاندو
تود أورلاندو (بالإنجليزية: Todd Orlando)‏ هو لاعب كرة قدم أمريكية أمريكي، ولد في 1972 في بيتسبرغ في الولايات المتحدة.